# Coscinesthes salicis
Coscinesthes salicis là một loài bọ cánh cứng trong họ Cerambycidae.